# Kim Petras
Kim Petras (Colonia, 27 agosto 1992) è una cantautrice tedesca.
Diventata famosa già da bambina per via del forte interesse mediatico riguardo al suo percorso di transizione avvenuto molto precocemente, dal 2016 pubblica musica sotto la propria etichetta discografica, BunHead. Nella sua carriera ha pubblicato due album ed è riuscita ad ottenere un riscontro commerciale anche al di fuori della Germania. Nel 2022 ha ottenuto un notevole successo commerciale con il singolo Unholy, insieme a Sam Smith, che l'ha portato ai vertici di classifiche come la Billboard Hot 100 e la UK Single Chart e gli ha permesso di vincere un Grammy Award nella categoria miglior performance pop in duo o gruppo, prima donna  transgender nella storia a ricevere il premio in tale categoria.

## Biografia
Kim è cresciuta a Colonia ed è stata oggetto di interesse mediatico in Germania per aver intrapreso un percorso di transizione di genere in giovane età. I suoi genitori hanno dichiarato che Petras ha iniziato a soffrire di disforia di genere già quando aveva due anni: non appena compreso che non si trattava "semplicemente di una fase", i due hanno immediatamente supportato la transizione.
Le sue prime apparizioni mediatiche significative sono avvenute tra il 2006 ed il 2007, quando porta avanti il tentativo di ottenere l'autorizzazione per un intervento chirurgico di riassegnazione del genere a 16 anni. Secondo la legge tedesca, una persona deve avere almeno 18 anni per essere autorizzato a sottoporsi a questo tipo di intervento. Ha annunciato di aver completato il suo intervento di riassegnazione di genere nel 2008.

### Esordi (2011-2017)
Ha iniziato a produrre musica nel 2011 con l'EP indipendente One Piece of Tape.
Ha esordito ufficialmente nel campo musicale nell'agosto 2017 con il singolo I Don't Want It at All, coprodotto da Dr. Luke e Cirkut. Il videoclip di questa canzone presenta un cameo di Paris Hilton. Notata immediatamente da Spotify e Paper, in questo stesso periodo Kim Petras collabora con Charli XCX nel brano Unlock It, incluso in Pop 2.

### Turn Off the LighteClarity(2018-2021)
Nel febbraio 2018, in occasione di San Valentino, pubblica il singolo Heart to Break. Il brano viene seguito nel mese di ottobre dall'EP Turn Off the Light, Vol. 1, contenente per il resto otto brani ispirati ad Halloween e da cui vengono lanciati anche altri singoli. Nel novembre 2018 pubblica il singolo Feeling of Falling, in collaborazione col gruppo di DJ Cheat Codes.
Nel febbraio 2019 è la volta di un altro singolo dal titolo 1, 2, 3 Dayz Up che vede la partecipazione di SOPHIE. Pubblica il suo primo album in studio Clarity nel giugno dello stesso anno per l'etichetta BunHead; disco che viene accompagnato dal singolo Icy. Vengono lanciati anche All I Do Is Cry e Sweet Spot in qualità di singoli promozionali.
Il 1º ottobre 2019 pubblica il suo secondo album in studio Turn Off the Light. Questo disco contiene i brani già editi nell'EP Turn Off the Light, Vol. 1 e altre nove tracce inedite. Sempre nel 2019 partecipa al singolo collaborativo How It's Done per la colonna sonora del film Charlie's Angels.
Ha collaborato, tra gli altri, con Max Schneider per una versione remix del brano Love Me Less (2019) e di nuovo con Charli XCX p per il brano Click tratto dall'album Charli (2019). Nel 2020 Petras ha pubblicato il singolo da solista Malibu e la collaborazione con DJ Kygo Broken Glass. In occasione di Halloween 2020, pubblica Party Till I Die inserito in qualità di brano extra in una versione deluxe di Turn Off the Light.

### Feed the Beast(2021-presente)
In occasione del festival musicale Lollapalooza 2021, Petras si esibisce con un brano inedito, Future Starts Now, pubblicato il successivo 27 agosto come primo singolo estratto dal terzo album in studio. Petras ha inoltre eseguito il brano in occasione dei MTV Video Music Awards il 12 settembre 2021. Il successivo 14 novembre si è esibita agli annuali MTV Music Awards europei, portando sul palco per la prima volta due brani inediti tratti dall'album Coconuts, pubblicato il 3 dicembre 2021, e Hit It from the Back. L'11 febbraio 2022 Petras pubblica un quarto extended play, Slut Pop, contenente 7 tracce.
Il 22 settembre 2022 viene reso disponibile il singolo Unholy realizzato in collaborazione con Sam Smith: nel divenire il suo primo successo internazionale, il brano debutta al vertice della classifica britannica e raggiunge in seguito anche il primo posto della Billboard Hot 100 statunitense. Nel corso delle settimane il singolo si rivela uno dei maggiori successi commerciali dell'anno, posizionandosi in diverse classifiche annuali di vendite. Il brano trionfa inoltre nella categoria Video for Good agli MTV Europe Music Awards 2022 e ottiene un Grammy Award alla miglior performance pop di un duo o un gruppo, rendendo Petras la prima persona transgender a vincere un Grammy Award. Nei mesi successivi pubblica i singoli If Jesus Was a Rockstar e Brrr, per poi rendere disponibile l'album Feed the Beast a partire da giugno. Nello stesso periodo collabora con Paris Hilton in una riedizione del noto singolo Stars Are Blind. Nel settembre 2023 pubblica il suo secondo album in studio Problématique. Nel febbraio 2024 pubblica l'EP Slut Pop: Miami, sequel del precedente lavoro Slut Pop.

## Stile e influenze
Kim Petras è stata descritta come artista specializzata nella musica dance pop ed EDM. Cita la musica pop degli anni novanta e la dance italiana come principali fonti di ispirazione. In particolare, Kim Petras ha citato i seguenti artisti come sue principali fonti di ispirazione: Christina Aguilera, Lady Gaga, Beyoncé, Britney Spears, Kylie Minogue, Madonna, Spice Girls, Boy George, Freddie Mercury e Judy Garland.

## Discografia

### Album in studio
- 2023 – Feed the Beast
- 2023 – Problématique

### EP
- 2011 – One Piece of Tape
- 2018 – Spotify Singles
- 2018 – Turn Off the Light, Vol. 1
- 2022 – Slut Pop
- 2024 – Slut Pop: Miami

### Mixtape
- 2019 – Clarity
- 2019 – Turn Off the Light

### Singoli

#### Come artista principale
- 2017 – I Don't Want It at All
- 2017 – Hillside Boys
- 2017 – Hills (con Baby E)
- 2017 – Slow It Down
- 2017 – Faded (con Lil Aaron)
- 2018 – Heart to Break
- 2018 – Can't Do Better
- 2018 – All the Time
- 2018 – Feeling of Falling (con Cheat Codes)
- 2019 – If U Think About Me...
- 2019  – Homework (con Lil Aaron)
- 2019 – 1,2,3 Dayz Up (con Sophie)
- 2019 – Icy
- 2019 – How It's Done (con Kash Doll, ALMA & Stefflon Don)
- 2020 – Reminds Me
- 2020 – Malibu
- 2021 – Future Starts Now
- 2021 – Coconuts
- 2022 – Unholy (con Sam Smith)
- 2022 – If Jesus Was a Rockstar
- 2023 – Brrr
- 2023 – Alone (con Nicki Minaj)

#### Come artista ospite
- 2017 - Unlock It (Lock It) (Charli XCX feat. Kim Petras & Jay Park)
- 2019 – Love Me Less (Max feat. Kim Petras)
- 2021 – Jenny (Studio Killers feat. Kim Petras)
- 2023 – When We Were Young (The Logical Song) (David Guetta feat. Kim Petras)

## Tournée

### Da headliner
- 2019 – The Broken Tour
- 2019/20 – The Clarity Tour
- 2023/24 - The Feed The Beast World Tour

### A supporto
- 2018 – Bloom Tour (Troye Sivan)
- 2020 – The Romance Tour (Camila Cabello)

### Ospite
- 2019 – Phoenix World Tour (Rita Ora)
- 2019 – Charli Live Tour (Charli XCX)